# 小行星18725
小行星18725（18725 Atacama）是一颗绕太阳运转的小行星，为主小行星带小行星。该小行星于1998年5月2日发现。

## 轨道参数
小行星18725的轨道半长轴为2.7602736 UA，离心率为0.132。